# Rue Deparcieux
La rue Deparcieux est une voie publique du 14e arrondissement de Paris, en France.

## Situation et accès
Orientée globalement nord-sud, la rue Deparcieux débute au 49, rue Froidevaux et se termine en impasse au-delà de la rue Daguerre.

## Origine du nom
Elle porte le nom du mathématicien Antoine Deparcieux (1703-1768), en raison du voisinage de l'Observatoire.

## Historique
Cette ancienne voie du Petit-Montrouge, alors territoire de la commune de Montrouge, portait autrefois le nom de « rue Neuve-du-Champ-d'Asile ». Elle a été rattachée à la voirie de Paris en 1863, avant de prendre sa dénomination actuelle par décret du 24 août 1864.

## Bâtiments remarquables et lieux de mémoire
- No 30 : en 1933, à cet emplacement, le sculpteur Max Le Verrier (en) installe son atelier de fabrication[1].